# Gudrun Orrghen-Lundgren
Gudrun Edla Karolina Orrghen-Lundgren, född 2 november 1918 i Malmö Sankt Petri församling, död i oktober 1997 i S:t Nikolai församling i Halmstad, gravsatt 22 november 1997 på Malmö Sankt Pauli södra kyrkogård, var en svensk målare och textilkonstnär. Hon var 1942–1947 gift med Nils Lundgren.
Orrghen-Lundgren studerade vid Konstfackskolan i Stockholm samt vid Maison Libert i Paris och Blocherer Schule i München och tog dessinatörexamen vid Textilinstitutet i Borås. Hon gjorde studieresor till Danmark, Nederländerna, Belgien, Tyskland, Frankrike, Schweiz och Italien 1947–1955. Hon erhöll ett resestipendium från Svenska slöjdföreningen 1942 och av Kommerskollegium 1944 och 1953 samt Hallands konstförenings stipendium 1964. 
Hon ställde ut tillsammans med de franska målarna Georges Dayez och Marcel Mouly i Borås och Halmstad 1956. I England deltog hon i en utställning på Oldham Art Gallery 1956 samt 1960 med Hallands konstförenings höstsalong.
Orrghen-Lundgrens produktion bestod huvudsakligen av handtryckta textilier i fritt komponerade kraftiga mönster bland annat formgav hon textil för Sandvika Veveri, samt i mindre omfattning arbetade hon även med måleri. Hon signerade Gol.
Hon finns representerad med flera handtryck i Royal Albert Museum i London samt i ett flertal svenska museer, som Hallands konstmuseum och Postmuseum.